# Weidenbach (Vulkaneifel)
Pour les articles homonymes, voir Weidenbach.
Weidenbach est une municipalité du Verbandsgemeinde Daun, dans l'arrondissement de Vulkaneifel, en Rhénanie-Palatinat, dans l'ouest de l'Allemagne.